# Västafrikansk toko
Västafrikansk toko (Lophoceros semifasciatus) är en fågel i familjen näshornsfåglar inom ordningen härfåglar och näshornsfåglar.

## Utseende och läte
Västafrikansk toko är en liten men långstjärtad näshornsfågel. Fjäderdräkten är distinkt tvåfärgad, med lysande vitt på buken och svart på huvud, kropp, vingar och stjärt. Arten är lik kongotokon och de båda behandlades tidigare som en och samma art. Till skillnad från den har västafrikansk toko vita hörn på stjärten, ej vita stjärtkanter, och näbben är ljusgul med svart spets, ej röd. Bland lätena hörs en serie med ljusa visslingar.

## Utbredning och systematik
Västafrikansk toko förekommer i Västafrika från Senegal och Gambia till södra Nigeria. Den kategoriserades tidigare som underart till Lophoceros fasciatus), men har sedan 2014 getts artstatus av Birdlife International och IUCN, sedan 2023 även av International Ornithological Congress.

## Levnadssätt
Västafrikansk toko är en skogslevande fågel. Den påträffas oftast när den flyger enstaka eller i grupp över trädtaket, genom öppningar eller över vägar.

## Status
Arten har ett stort utbredningsområde och internationella naturvårdsunionen IUCN kategoriserar arten som livskraftig. Beståndsutvecklingen är dock oklar.